# 凶咒
《凶咒》（韓語：가위），是一部2000年上映的韓國電影。加入嶄新的鬼魅元素，配合常見的連環凶殺案的劇情，帶來前所未見的官能刺激。在營造驚慄氣氛上，設計多個生活化場景，以增強真實感帶來那不寒而慄的恐怖氣氛。此電影票房不俗，登上2000年韓國全年電影票房十大之一。

## 劇情介绍
慧真的大學好友善愛從美國回來，慧真看見善愛的時候感到十分愕然，她感覺到善愛好像飽受折磨般，行為十分異常。善愛聲稱有人正跟踪着她，威脅着她的生命。善愛一系列怪異的行為讓慧真想起大學時與好友們發生的事，尤其是離奇自殺死去了的銀珠。
大學時期，慧真、善愛和其餘5位好友認識了新生銀珠。一日，善愛發現自己一直暗戀的賢俊，對銀珠一見鍾情，善愛因此十分痛恨銀珠，更故意向眾人揭發了銀珠的秘密。當年慧真的好友景娥就是銀珠，景娥被視為是邪惡的化身，害死了不少村民。慧真的父親也是被景娥間接害死，慧真因此也跟景娥決裂了。
一直以為景娥是因為自己的決絕而自殺的慧真感到十分內疚，在善愛再次出現後，接二連三發生的怪事與當年其他好友們接連離奇死亡，帶領她走向了景娥真正死亡的原因......。

## 演員陣容
| 演員   | 角色      |
| 金奎梨 | 慧真      |
| 崔貞允 | 善愛      |
| 河智苑 | 景娥/銀珠 |
| 劉俊相 | 靖旭      |
| 劉智泰 | 賢俊      |
| 鄭俊   | 世勳      |
| 趙惠英 | 美玲      |

## 原聲帶
| 曲序 | 曲目          | 演唱   |
| ---- | ------------- | ------ |
| 1.   | Love Is Blind | 朴孝信 |

## 獎項
| - 第21屆青龍電影獎（2000年） - 「最佳女配角獎」：崔貞允 |

## 外部連結
- 互联网电影数据库（IMDb）上《凶咒》的资料（英文）
- 韩国电影数据库（KMDb）上《凶咒》的資料